# Hypothyris noinonia
Hypothyris noinonia is een vlinder uit de familie Nymphalidae. De wetenschappelijke naam van de soort is voor het eerst geldig gepubliceerd in 1806 door Hübner.